# 土肥真生
土肥 真生（どい まなお）は、日本の音楽プロデューサー、編曲家、作曲家、ギタリスト。

## 概要
音楽家として幅広い活動を行う中、CHEMISTRYの作品でサウンドプロデュース、作曲、編曲を行い、ミリオンヒットを記録する。また2001年には、『第52回NHK紅白歌合戦』にCHEMISTRYのギタリストとして出演した。ダイアモンド☆ユカイのバンドに2年ほど在籍し、ライブ、ツアーなどを行った。テレビCMでおなじみの「♪キスをしたくなってくるでしょ〜」とSHYが歌うプロアクティブのCMソング「ラッキーカラー」をプロデュース、編曲。またエスニック音楽でも活動する一面を持ち、ボサノヴァ、インド古典音楽、チベット音楽などの一流音楽家と共演、録音などを行っている。

## 主な作品

### ポップス
- CHEMISTRY
  - 「君をさがしてた」編曲・サウンドプロデュース
  - 「Rewind」作曲・編曲
  - 「Our Story」ギター
- BoA「世界の片隅で」編曲
- 東方神起「Tea for Two」　「情報ライブ ミヤネ屋」エンディングソング　編曲
- 倖田來未「You're So Beautiful」編曲
- V6「UNLIMITED」　作曲、編曲
- SHY「ラッキーカラー」　「プロアクティブCMソング」　プロデュース・編曲
- TOKIO「NICE GUY」ギター
- モーニング娘。
  - 「ロマンス」編曲
  - 「林檎殺人事件」編曲
- 安倍なつみ「ザ・ストレス　危機バージョン」編曲
- 松浦亜弥「ふたり大阪」　ドラマ「サクラとさつき」主題歌　作曲・編曲
- Berryz工房「ピリリと行こう!」ギター
- ゴスペラーズ「The Ruler」ギター
- ダイアモンド☆ユカイ
  - 「GOLD」作詞・作曲
  - 「Angie」編曲
  - 「蒼き狼達のバラッド」編曲
  - 「Wonder Wings」遊戯王ZEXAL主題歌　編曲
  - 「Kids of Soul & Bloods」編曲
  - 「お前を見守る風になりたい」はじめてのおつかい挿入歌　編曲
- AAA「出逢いのチカラIII」編曲
- 片瀬那奈
  - 「Shine」 ドラマ「こちら本池上署」主題歌　編曲
  - 「Necessary」「ブルボン クリオス」CMソング　編曲
- 山下久美子
  - 「微かなしるし」作曲
  - 「ふたりの時間」作曲
- ユンナ「相合傘」作曲、編曲
- 高杉さと美「雪星」編曲
- IKKO「どうにもとまらない」ギター
- SS501「Gleaming Star」編曲
- Buono!
  - 「JUICY HE@RT」編曲
  - 「1/3の純情な感情」編曲
- ビビアン・スー「恋におちて -Fall in love-」編曲
- 芦田愛菜「Best Friend」　ギター
- 北乃きい「Can you hear me?」編曲
- Skoop On Somebody
  - 「誰かが君を想ってる」作曲・編曲
- アイドリングU-17ing!!!「よくばりポンパドール」編曲
- ぽこた
  - 「波乱万丈乙女の恋」編曲
  - 「うちにサボテンはないけれど」編曲
- Juice=Juice
  - 「愛のダイビング」編曲
  - 「CHOICE & CHANCE」ギター
- アイドリング!!!「OVER DRIVE」ギター
- ℃-ute「愛はまるで静電気」ギター

### エスニック系の作品
- テンジン・チョーギャル&寺原太郎 アルバム「Snow Lion」エンジニアリング
- 桜井ひさみ&ローシャンファナー アルバム「Ghazal〜法悦の詩〜」ギター・エンジニアリング
- ジミー宮下 アルバム「女神への祈り」エンジニアリング
- シータθ アルバム「BOSSA NOVA PARLOR」編曲・エンジニアリング
- Bailagoza アルバム「Carnival」編曲